# Irena Avbelj
‎
Irena Avbelj, slovenska častnica, padalka, * 1. december 1965, Ljubljana.
Stotnica Irena Avbelj je najuspešnejša slovenska padalka vseh časov in nekdanja poveljnica šolskega padalskega oddelka SV. Na svetovnih prvenstvih je skupno osvojila dvajset zlatih, deset srebrnih in tri bronaste kolajne. Na evropskem prvenstvu v Kikindi leta 2011 je utrpela hude poškodbe ob nesreči, ko so ji dve sekundi pred pristankom odpovedali mehanizmi za pristajanje. Ob okrevanju je prestala 18 operacij na levi nogi, desnem kolenu in hrbtu. Zaradi poškodb je morala končati kariero in se tudi invalidsko upokojila.

## Vojaška kariera
- končala Poveljniško štabno šolo SV (2005)
- poveljnica šolskega padalskega oddelka SV (1999 - )
- končala Šolo za častnike SV (1998)
- Oddelek za informatiko SV (1992 - 1998)

## Odlikovanja, priznanja, naslovi

### Vojaška odlikovanja
- zlata plaketa 1. OPPVLZO (17. december 2000)

### Svetovna in evropska prvenstva v klasičnih disciplinah
- 2. mesto,	6. Evropsko prvenstvo,	Kikinda (Srbija), 2011, skoki na cilj
- 1. mesto       30. Svetovno prvenstvo,  Lučenec (Slovaška), 2008, skoki na cilj
- 1. mesto       30. Svetovno prvenstvo,  Lučenec (Slovaška), 2008, figurativni skoki
- 1. mesto,	5. Evropsko prvenstvo,	Osijek (Hrvaška),	2007,	skoki na cilj
- 1. mesto,      29. Svetovno prvenstvo,     Stupino (Rusija),    2006,   figurativni skoki
- 1. mesto,	4. Evropsko prvenstvo,	Prostejov (Češka),	2005,	skoki na cilj
- 1. mesto,	4. Evropsko prvenstvo,	Prostejov (Češka),	2005,	figurativni skoki
- 1. mesto,	4. Evropsko prvenstvo,	Prostejov (Češka),	2005,	skupno (cilj + figure)
- 2. mesto,      28. Svetovno prvenstvo,	Rijeka (Hrvaška),	2004,	skoki na cilj
- 1. mesto,      28. Svetovno prvenstvo,	Rijeka (Hrvaška),	2004,	figurativni skoki
- 1. mesto,      28. Svetovno prvenstvo,	Rijeka (Hrvaška),	2004,	skupno (cilj + figure)
- 2. mesto,      27. Svetovno prvenstvo,	Gap (Francija),	2003,	figurativni skoki
- 2. mesto,      27. Svetovno prvenstvo,	Gap (Francija),	2003,	skupno (cilj + figure)
- 2. mesto,      26. Svetovno prvenstvo,	Granada (Španija),	2001,	skoki na cilj
- 1. mesto,      26. Svetovno prvenstvo,	Granada (Španija),	2001,	skupno (cilj + figure)
- 3. mesto,      25. Svetovno prvenstvo,	Ishe Shima (Japonska),	2000,	skoki na cilj
- 1. mesto,      25. Svetovno prvenstvo,	Ishe Shima (Japonska),	2000,	skupno (cilj + figure)
- 2. mesto,       3. Evropsko prvenstvo,	Efes (Turčija),	1993,	skoki na cilj

### PARA SKI svetovna in evropska prvenstva
- 1. mesto,  12. Svetovno prvenstvo, Gosau (Avstrija), 2011
- 1. mesto,      Evropsko prvenstvo, Predazzo (Italija), 2010
- 1. mesto,      Svetovno prvenstvo, Donnersbachwald (Avstrija), 2009
- 2. mesto,      Evropsko prvenstvo, Donnersbachwald (Avstrija), 2009
- 1. mesto,  10. Svetovno prvenstvo, Žabljak (Srbija in Črna Gora), 2005
- 1. mesto    9. Svetovno prvenstvo, Bohinj (Slovenija), 2003
- 2. mesto    8. Svetovno prvenstvo, Riezlern (Avstrija), 2001
- 1. mesto    5. svetovno prvenstvo, Snowbird (ZDA), 1995
- 1. mesto    4. Svetovno prvenstvo, Flachau (Avstrija) 1993

### Vojaška svetovna in evropska prvenstva
- 1. mesto,  Svetovno prvenstvo, Buochs (Švica), 2010, figurativni skoki
- 1. mesto,  Svetovno prvenstvo, Buochs (Švica), 2010, skupaj (cilj in figure)
- 1. mesto,  Svetovno prvenstvo, Lučenec (Slovaška), 2009, skoki na cilj
- 3. mesto,  Svetovno prvenstvo, Lučenec (Slovaška), 2009, figurativni skoki
- 1. mesto,  Svetovno prvenstvo, Ryzan, (Rusija), 2006, figurativni skoki
- 2. mesto,  Svetovno prvenstvo, Krems (Avstrija), 2004, figurativni skoki
- 3. mesto,  Svetovno prvenstvo, Krems (Avstrija), 2004, skoki na cilj
- 3. mesto,  Svetovno prvenstvo, Oran (Alžirija), 2002, figurativni skoki
- 2. mesto,  Svetovno prvenstvo, Abu Dhabi (Arabski emirati), 2001, skoki na cilj
- 2. mesto,  Svetovno prvenstvo, Abu Dhabi (Arabski emirati), 2001, skupno (cilj in figure)
- 2. mesto,  Svetovno prvenstvo, Lučenec (Slovaška), 2000, skoki na cilj
- 1. mesto,  Svetovne igre, Zagreb (Hrvaška), 1999, skupno (cilj in figure)
- 1. mesto,  Svetovne igre, Zagreb (Hrvaška), 1999, skoki na cilj
- 3. mesto,  Svetovne igre, Rim (Italija), 1995, skupno (cilj in figure)
- 1. mesto,  Svetovno prvenstvo, Perg (Avstrija), 1994, skupno (cilj in figure)
- 2. mesto,  Svetovno prvenstvo, Perg (Avstrija), 1994, skoki na cilj
- 3. mesto,  Svetovno prvenstvo, Perg (Avstrija), 1994, figurativni skoki
- 1. mesto,  Evropsko prvenstvo, Kranj (Slovenija), 1993, skupno (cilj in figure)
- 1. mesto,  Evropsko prvenstvo, Kranj (Slovenija), 1993, skoki na cilj
- 1. mesto,  Evropsko prvenstvo, Kranj (Slovenija), 1993, figurativni skoki
- 2. mesto,  Svetovno prvenstvo, Granada (Španija), 1992, figurativni skoki

### Bloudkovi nagrajenci
Bloudkova nagrada je najvišje državno priznanje Republike Slovenije, ki jo od leta 1965 podeljuje Odbor za podeljevanje Bloudkovih priznanj za dosežke na področju športa. Imenovana so po velikem športnem delavcu in funkcionarju Stanku Bloudku. Leta 2006 je Bloudkovo nagrado prejela tudi Irena Avbelj.